# کرم‌ها جنگ‌های قبیله‌ای
کرم‌ها جنگ‌های قبیله‌ای (به انگلیسی: Worms Clan Wars) یک بازی تاکتیکی نوبتی با سلاح‌های توپخانه‌ای است که توسط تیم ۱۷ توسعه یافته و جزو سری بازی‌های کرم‌ها محسوب می‌شود. این بازی در تاریخ ۱۵ اوت ۲۰۱۳ برای ویندوز منتشر شد، اما هم‌اکنون برای سیستم‌عامل‌های Mac OS X و Linux نیز قابل دسترس است
یک پورت کنسول، کرم‌ها میدان‌های نبرد، سال بعد منتشر شد.